# Ворд Каннінгем
Го́вард Джі. Ка́ннінгем, відомий як Ворд Каннінгем, також Вард Каннінгем[джерело?] (англ. Howard G. "Ward" Cunningham) (народився 26 травня 1949, Мічиган-Сіті, Індіана) — американський програміст, найбільше відомий як винахідник першої вікі, яка також називається WikiWikiWeb, і один з перших в галузі Шаблонів проектування програмного забезпечення (англ. software Design Patterns) та Екстремальному Програмуванні. Він розпочав програмування WikiWikiWeb в 1994 і встановив її на вебсайт http://c2.com/ [Архівовано 3 березня 2011 у Wayback Machine.] його консалтингової фірми з програмування Cunningham & Cunningham 25 березня 1995 року, як додаток до Портландського Репозитарію Шаблонів (Portland Pattern Repository). Каннінгем відомий серед програмістів на прізвисько «Ворд» (Ward), проживає в тому ж самому місті, що і творець Linux Лінус Торвальдс, в Бівертон, що є західною частиною Портланда, штат Орегон.

## Особиста історія
Каннінгем отримав освіту бакалавра в міждисциплінній інженерії (електротехніка і комп'ютерні науки) і науковий ступінь магістра комп'ютерних наук в Purdue University. Він є засновником компанії Cunningham & Cunningham, Inc. Він також працював як Director of R&D в Wyatt Software і головним інженером комп'ютерної пошукової лабораторії Tektronix. Він засновник Hillside Group і служить як програмний головуючий Pattern Languages Програмових конференцій, які Гілсайд груп спонсорує. 3 грудня 2003 до жовтня 2005 він працював у корпорації Майкрософт y групі «patterns & practices». 3 жовтня 2005 він є директором Committer Community Development в Eclipse Foundation.

## Ідеї і винаходи
Каннінгем добре знаний за деякими широко поширеними ідеями, які він вигадав і розробив. Серед них найвідомішими є вікі (згодом названа WikiWikiWeb) та численні ідеї в галузі шаблонів проектування програмного забезпечення. Він такожзробив значний внесок у методологію Екстремального Програмування, або «XP».
Зі слів Стівена МакДжеді, на початку 1980х Каннінгем порадив йому, що «найкращий спосіб отримати правильну відповідь в інтернеті, це не поставити питання, а запостити неправильну відповідь». МакДжеді назвав це «законом Каннінгема». Хоча Каннінгем мав на увазі Usenet, закон був використаний для пояснення того, як працює Вікіпедія.